# 三遊亭天どん
三遊亭 天どん（さんゆうてい てんどん、1972年8月12日 - ）は、落語協会所属の落語家。本名∶高野 泰三。紋は三ツ組み橘。出囃子は『松の木小唄』。

## 経歴
東京都東久留米市生まれ。埼玉大学教育学部卒業。
1997年、三代目三遊亭圓丈の門下となり、「天どん」を名乗る。
2001年5月に二ツ目昇進。2003年、落語協会内の若手7人で大江戸台風族を結成。
2013年9月に川柳つくし、金原亭龍馬、四代目三遊亭金朝、柳家喬志郎と共に真打昇進。同月に鈴本演芸場で行われた昇進披露興行では、自作の『巣鴨のうわさ』（9月25日）および、古典の『百年目』（9月29日）を演じた。
2021年11月30日に師匠・圓丈が死去したため、2022年2月1日より圓丈門下の弟弟子で二ツ目の三遊亭ふう丈と三遊亭わん丈を門下として預かる。なお天どんは、両者を引き続き弟弟子の扱いとしている。2024年3月下席より、わん丈が抜擢で真打に昇進し、自身の門下から初の真打となった。

## 人物
東京ヤクルトスワローズのファン。
天どんの名前は、入門した際円丈がその時食べたかったものに由来する。

## 芸歴
- 1997年 - 三遊亭圓丈に入門、前座名「天どん」。
- 2001年5月 - 二ツ目昇進。
- 2013年9月 - 真打昇進。

## 受賞歴
- 2007年 - 第17回 北とぴあ若手落語家競演会 北とぴあ大賞
- 2014年 - 平成25年度 国立演芸場花形演芸大賞 銀賞
- 2015年 - 平成26年度 にっかん飛切落語会飛切落語大賞 奨励賞

## 演目

### 古典
- 鰻の幇間
- 掛け取り
- 紺屋高尾
- 芝浜
- 粗忽長屋
- 唐茄子屋政談
- 百年目
- 船徳
- 妾馬
- らくだ

### 新作
- いつもの歌
- おわびの品
- カベ抜け
- 聞いてくれ！
- 食い違い
- 公園の悪いおじさん
- こわい建物
- 再編家族
- サンタ泥
- スイカ泥
- 巣鴨のうわさ
- ともびき寄席
- ハーブをやってるだろ！
- はじめての確定申告
- 普通の一日
- 不良クラブ
- 呼ぶ男
- 落語ダイエット

### 改作
- タラチネ

## メディア出演
インターネット番組
- お台場寄席DOUGA（フジテレビ無料動画サイト「見参楽」）

Podcast
- 新ニッポンの話芸 ポッドキャスト（ゲスト出演。第46回から第48回）

## 出版
CD・DVD
- 新世紀落語大全「三遊亭天どん 真打昇進なんだよ」（2013年9月、クエスト） - DVDとCDの同梱作品。
- 親子できこう 子ども落語集「ちりとてちん・たのきゅう」（2014年1月、日本コロムビア） - オムニバス。新録の『田能久』で参加。
- 『三遊亭天どん 世界初！副音声付き落語』「釜泥」「牛の子」「茶の湯」(2020年2月、クエスト）- 落語と副音声による解説（三遊亭天どん・春風亭一之輔）付

書籍
- キッチンミノル写真文庫シリーズ 2 天どんの「百年目」（2013年12月、テキサスブックセラーズ）  - エッセイ併録の写真集。

## 弟子

### 真打
- 三遊亭わん丈 - 師匠・圓丈の死去に伴い移籍

### 二ツ目
- 三遊亭ふう丈 - 師匠・圓丈の死去に伴い移籍
- 三遊亭ごはんつぶ[3]